# والووی کوردون
والووی کوردون (به لاتین: Valovoy Kordon) یک منطقهٔ مسکونی در روسیه است که در سرزمین آلتای واقع شده‌است.